# KOF: Maximum Impact 2
KOF: Maximum Impact 2, pubblicato in America Settentrionale con il titolo The King of Fighters 2006, è un videogioco Picchiaduro a incontri in grafica 3D prodotto dalla SNK Playmore e pubblicato per PlayStation 2 nel 2006. È il sequel di The King of Fighters: Maximum Impact, che a sua volta era uno spinoff della serie The King of Fighters.

## Trama
Il precedente torneo del "The King of Fighters", si è svolto a Southtown da parte di un'azienda malvagia nominata "Mephistopheles" con lo scopo di annientare gli altri lottatori e i loro rivali. Ma con la sconfitta di Duke (il loro capo) da parte di Alba Meira, la società "Mephistopheles" svanisce e per un attimo sembra che a Southtown regni la pace e l'armonia.
In realtà, le cose si complicano quando entra in scena un'altra organizzazione criminale: la Kusiel. Kusiel, insieme alla Mephistopheles lavorano per l'Addes, una società con lo scopo di trovare lottatori forti e potenti per sfruttarli per i loro piani malvagi. Infatti il boss finale del gioco sarà Jivatma, leader dei Kusiel.
Alla fine, anche questo torneo lo vincerà Alba. Per quanto riguarda suo fratello gemello Soiree, verrà rapito da Jivatma e da allora Alba non l'ha più rivisto.

## Personaggi

### Normali
- Alba Meira
- Athena Asamiya
- Billy Kane
- Chae Lim
- Clark Steel
- Duke
- Iori Yagami
- K'
- Kula Diamond
- Kyo Kusanagi
- Leona Heidern
- Lien Neville
- Luise Meyrink
- Mai Shiranui
- Maxima
- Mignon Beart
- Nagase
- Ralf Jones
- Rock Howard
- Ryo Sakazaki
- Seth
- Soiree Meira
- Terry Bogard
- Yuri Sakazaki

### Nascosti
- Bonne Jenet
- Kim Kaphwan
- Ninon Beart
- Hyena
- Richard Meyer
- Nightmare Geese
- Lilly Kane
- Fiolina Germi
- Hanzo Hattori
- Kyo Kusanagi (Classic)
- Wild Wolf
- Mr. Karate II
- Armor Ralf

### Boss
- Jivatma